# 我的世界系列
我的世界（英语：Minecraft (book)）是以Mojang Studios（原Mojang Specifications和Mojang AB）开发电子游戏《我的世界》为中心的作品群。其作品除《我的世界》及其四款衍生电子游戏外，还有相关书籍、商品、活动、电影等作品，微软于2014年收购了Mojang AB，成為系列所有者。

## 我的世界
我的世界是一款3D生存、沙盒类电子游戏，由Mojang开发，支持多平台游玩。2009年，马库斯·佩尔松开发出我的世界，2011年转交给延斯·伯根斯坦。游戏没有明确的目标，自由度较大。我的世界是一款第一人称视角游戏，内分为生存模式和创造模式。在生存模式下，玩家需要不断地采集资源，保证自身生命安全，并构建世界。在创造模式下，玩家拥有无限的资源，不会死亡，能够飞行。世界由不同种类的立体像素组成，方块状的泥土、石头、矿石、树干、水和熔岩排列在一个三维空间中。

## 衍生游戏

### 我的世界：故事模式
2014年2月，Mojang宣布将和訴說遊戲合作开发出的一款衍生游戏。第一季于2015年10月13日在Windows、OS X、iOS、PlayStation 3、PlayStation 4、Xbox 360和Xbox One平台上发布。Wii U和任天堂Switch版本随后发布。2015年7月4日，游戏第一部预告片在Minecon放映。在我的世界：故事模式中，杰西（Jesse）为了拯救世界，与他的朋友踏上寻找“The Order of the Stone”的旅程。艾希莉·強森、斯科特·波特、玛莎·普林顿等人参与了该游戏的配音。
第二季于2017年7月至12月间发布，是第一季故事的延伸。艾希莉·強森、斯科特·波特等人继续参与配音。该季度支持诉说游戏在蝙蝠俠：秘密系譜中使用的Crowd Play功能，允许2000位玩家使用Twitch同时进行投票。

### 我的世界 地球
我的世界 地球是由Mojang Studios开发的免费擴增實境沙盒类游戏，属于我的世界番外。2019年5月，Xbox游戏工作室宣布将在Android、iOS和iPadOS发布此游戏。玩家可以与真实世界互动，收集资源，探索世界利用我的世界中的物品进行建造。2019年7月发布测试版本。2019年10月，抢先体验版本发布。由于受到COVID-19疫情影响，该游戏于2021年6月30日下架。

### 我的世界：地下城
我的世界：地下城是由Mojang Studios和Double Eleven联合开发的迷宫探索游戏。2020年5月26日，Xbox游戏工作室在任天堂Switch、PlayStation 4、Windows和Xbox One上发布。玩家探索程序化生成或人工制作的地牢，躲避陷阱，与我的世界中的怪物搏斗，挑战Boss，寻找宝藏。2021年初，Mojang宣布将要推出街机版我的世界地下城游戏。

### 我的世界：传奇
我的世界：传奇是由Mojang Studios和Blackbird Interactive开发并由Xbox游戏工作室发行的即时动作战略电子游戏。它于2023年4月18日在任天堂Switch、PlayStation 4、PlayStation 5、Xbox One、Xbox Series X/S和Windows平台上发布。

## 电影
2012年，Mojang收到好莱坞制片人的请求，希望能制作与我的世界相关的电视节目，但此时Mojang并不想合作制片。2014年2月时，佩尔松透露将要和华纳兄弟影业就拍摄我的世界电影项目进行谈判。如果顺利，将在10月左右开始制片。这部影片由肖恩·利维执导，杰森·福克斯编剧，原计划2019年5月24日上映。羅布·麥克亨尼代替利维执导，他则退出影片制作。但是2018年8月麦克亨尼退出电影制作，亚伦和亚当尼代替福克斯的编剧工作，导致电影上映被推迟。根据麦克亨尼的说法，他最初被我的世界的开放自由所吸引，并决定制作这部电影。华纳兄弟为他提供1.5亿美元的资金。2016年电影开始制作时，他与史提夫·加維签约并让他出演。但此时托比·艾默里奇上台并担任华纳兄弟影业的CEO，观念与前任不同。麦克亨尼认为这部电影正在衰落，并最终离开电影制作。
2019年1月，彼得·索莱特宣布将重新导演这部电影，故事情节与麦克亨尼的完全不同。电影原定于2022年3月4日上映，但由于受到COVID-19疫情的影响，上映时间被推迟。2022年4月，傑森·摩莫亞被媒體宣布參演《我的世界》真人改編電影，該片由傑瑞德·海斯執導。 2023年4月上旬，據報導該片預定2025年4月4日於美國上映。

### 其他
《我的世界：Mojang的故事》由2 Player Productions制作，于2012年12月发布，记载了Mojang公司历史及其开发我的世界的历程。2014年，我的世界爱好者通过Kickstarter进行群眾募資，试图开发一部愛好者電影。但由于马库斯·佩尔松拒绝签订制作电影的协议，影片制作中止。

## 书籍

### 官方书籍
下表列出以我的世界为故事背景，经官方授权的小说：
- Brooks, Max. . Del Rey Books. 2017-07-18. ISBN 9780399181771.[42]
- Baptiste, Tracey. . Del Rey Books. 2018-07-10. ISBN 9780399180668.[43]
- Lafferty, Mur. . Del Rey Books. 2019-07-09. ISBN 9780399180699.[43]
- Valente, Catherynne. . Del Rey Books. 2019-12-03. ISBN 9780399180729.[43]
- Brooks, Max. . United States: Del Rey Books. 2021-03-02. ISBN 978-0-593-15915-6.[44]

### 其他书籍
《我的世界》 由丹尼尔·戈德堡和莱纳斯·拉尔森共同撰写，讲述了我的世界及其开发者马库斯·佩尔松的故事，首次发行于2013年10月17日。2016年10月，YouTuberDanTDM出版了圖像小說《暴龙与魔法水晶》，在紐約時報暢銷書榜的图像小说上连续十一周排行第一。

### 漫画
- 我的世界 : 世界尽头之旅 漫画：濑户和吉、小学馆 / 吉林美术出版社

## 桌面游戏
目前我的世界有三款桌面游戏，其中有两款纸牌游戏，分别为2015年的Minecraft Card Game?和2016年的Uno Minecraft。2019年底，我的世界棋盘游戏Minecraft: Builders & Biomes发布。该游戏适合2-4人游玩，玩家要探索主世界、建造建筑、收集资源来获取高分。2020年底发布了扩展包Minecraft: Farmer's Market Expansion，新增农场生物群落，使玩家能够生产蔬菜。

## 商品

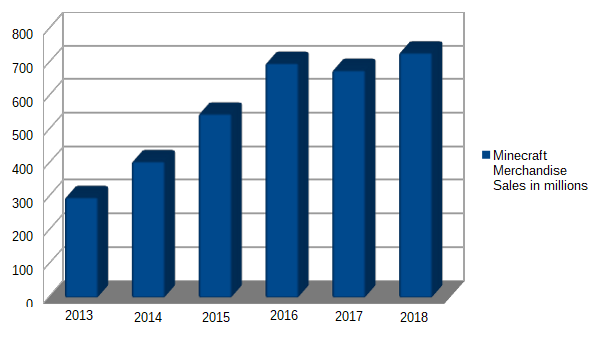
《我的世界》相关商品各年销售额（单位：百万美元）

### 乐高我的世界
第一个以我的世界为主题的乐高“Micro World”于2012年6月6日发布。该乐高模拟了游戏中的森林，包括在内的默认玩家和苦力怕。Mojang在2011年12月向乐高Ideas提交制作我的世界乐高的想法，2012年1月乐高Ideas开始研发相关玩具。2013年9月1日发布以下界、村庄为主题的新的两套乐高，2014年6月发布第四套末地。

### 其他
Mojang经常与在线游戏商品销售商Jinx合作来销售有关我的世界的商品，例如衣服、泡沫镐、玩具等等。截至2012年5月，我的世界商品销售额已达100万美元，其中T恤和袜子占比较大。2013年3月Mojang与儿童读物出版商Egmont Group签约，以制作我的世界手册、年刊、海报书籍和杂志。

## 活动

### Minecon
Minecon（或“MineCon”、“MINECON”）是我的世界的官方大会，第一届于2011年11月在拉斯维加斯的曼德勒海灣度假村举行。此次Minecon的4500张票在10月31日售罄。第一届活动包括宣布我的世界正式发布，相关的主题演讲，建筑和服装比赛举办，公司展品和纪念商品的发布，以及Mojang员工和我的世界粉丝签名合影。Minecon过后，Mojang与deadmau5举办“进入地狱”派对。2012年11月，第二届Minecon在巴黎迪士尼樂園度假區举行，活动的门票在发售后不到两小时就告罄。2013年11月，Minecon在佛罗里达州奥兰多举行。2015年7月在伦敦举行，2016年9月在加利福尼亚州安那翰举行，2017年11月则通过网络直播的方式举行，更名为“MINECON Earth”。2019年Minecon更名为“MINECON Live”，以避免和我的世界 地球（Minecraft Earth）混淆。

### 我的世界节日
在MineCon Live 2019中，Mojang宣布将要举办“我的世界节日”（Minecraft Festival）活动。原定于2020年9月25日至27日举办，但由于2019冠状病毒病疫情大流行，活动被推迟。

### Minecraft Live
2020年9月3日，Mojang宣布将于2020年10月3日线上举办Minecraft Live。此次活动展示我的世界“洞穴与悬崖”版本更新的部分功能。第二届Minecraft Live于2021年10月16日举行，展现“洞穴与悬崖”第二版本的更新内容，同时预告将进行“狂野更新”。

## 综艺节目
在广大玩家的头脑下，似乎在我的世界里面进行综艺节目是可能的，这其中莫过于我的世界版《奔跑吧》、《男生女生向前冲》、《全员逃走中》（含《全员密告中》）等综艺节目极大的拓宽了minecraft的玩法，且让广大玩家看见了minecraft的新可能。

## 外部連結
- 官方网站